# Anna Jay
Anna Marie Jernigan (Brunswick, 16 de julio de 1998) es una luchadora profesional estadounidense, más conocida por su nombre en el ring Anna Jay (o Anna Jayy). Actualmente trabaja para All Elite Wrestling.

## Carrera en lucha libre profesional

### Carrera temprana (2019-2020)
Jay comenzó a entrenar en One Fall Power Factory en julio de 2018. En enero de 2020, Jay derrotó a Thunder Blonde en un hair vs. hair match en un evento de Georgia Premier Wrestling.

### All Elite Wrestling (2020-presente)
Jay hizo su primera aparición en All Elite Wrestling en el episodio del 1 de abril de 2020 de AEW Dynamite, perdiendo ante Hikaru Shida. El 6 de abril firmó con la empresa, según informes debido a la impresión de muchas personas tras bastidores. Después de una derrota ante Abadon en el episodio del 17 de junio de Dynamite, The Dark Order la ayudó a regresar tras bastidores. Jay hizo equipo con Tay Conti en el AEW Women's Tag Team Cup Tournament: The Deadly Draw. Avanzaron en los cuartos de final al derrotar a Nyla Rose y Ariane Andrew, pero perdieron ante Ivelisse y Diamante durante las semifinales. Fue presentada oficialmente como miembro de The Dark Order en el episodio del 27 de agosto de Dynamite. El 30 de diciembre en Dynamite, Jay nuevamente se asoció con Tay Conti para enfrentar a Britt Baker y Penelope Ford, obteniendo una victoria en homenaje al exlíder de The Dark Order Brodie Lee en su Celebration of Life. El 3 de febrero de 2021 en Dynamite, Jay fue anunciada como participante en el torneo por una oportunidad por el Campeonato Mundial Femenino de AEW.  Estaba lista para enfrentar a Britt Baker en la primera ronda del lado estadounidense del cuadro el 22 de febrero. Sin embargo, Jay sufrió una lesión en el hombro durante el entrenamiento y fue reemplazada por la protegida de Thunder Rosa Madi Wrenkowski. Se espera que Jay esté fuera de acción durante 6 a 12 meses.
Jay regresó de una lesión en el episodio del 1 de septiembre de AEW Dynamite, salvando a Tay Conti de un ataque de Ford y The Bunny después de que Conti derrotara a Ford en un combate. En noviembre, Jay compitió en el torneo por el Campeonato TBS de AEW, donde perdió ante Jamie Hayter en la primera ronda. Después de meses de peleas, el equipo de Jay y Conti derrotó al equipo de Ford y The Bunny en una pelea callejera el 31 de diciembre en Rampage. Jay luego desafió a la campeona Jade Cargill en el evento principal de la edición del 21 de enero de 2022 de Rampage, donde no tuvo éxito. El 29 de mayo, se enfrentó nuevamente a Cargill por el título en Double or Nothing, pero Cargill volvería a derrotarla. El 20 de julio, durante la noche 2 de Fyter Fest, Jay se rebeló contra Ruby Soho con una agresión, reuniéndose así con Conti y uniéndose a la Jericho Appreciation Society solidificando su cambio a heel. Continuaría derrotando a Soho durante la parte de Rampage de Fight for the Fallen, asfixiandola con su propio brazo ortopédico.
Posteriormente vería un cambio de personaje para Jay, quien a menudo amenazaba con estrangular a la gente e incluso lo hacía dos veces durante las entrevistas entre bastidores. Ella y Melo continuarían su enemistad con Soho durante el resto de 2022 y principios de 2023, venciendo a ésta y Willow Nightingale en una lucha por equipos en el episodio del 28 de diciembre de Dynamite.
Después de una ausencia de dos meses, Jay regresó en el episodio del 25 de marzo de 2023 de Rampage, atacando a Julia Hart. Esto preparó un partido para dos semanas más tarde en el mismo programa, que Hart ganó después de rociar niebla negra en los ojos de Jay. Después de una serie de ataques posteriores al combate, tendrían una revancha en el episodio del 10 de mayo de Dynamite, en el que Hart salió victoriosa una vez más. En el episodio del 23 de junio de Rampage, Jay compitió en el Torneo Femenino de la Fundación Owen Hart, perdiendo ante Skye Blue en los cuartos de final.

## Vida personal
Antes de incursionar en la lucha libre, era una bailarina profesional, estando ligada a la actividad desde los dos años hasta los 18. De hecho, parte de su personaje luchístico está inspirado en esa etapa de su vida. El 28 de junio de 2021, Jay reveló en las redes sociales que actualmente tiene una relación con su compañero luchador de AEW, Jack Perry.

## En lucha
- Apodos
  - "The Star of the Show"[3]
  - "99"
  - "The Queenslayer"

- Tema de entrada
  - "Crawl de Emma Garell"

## Campeonatos y logros
- All Elite Wrestling
  - Dynamite Awards (1 vez)
    - Biggest WTF Moment (2022) – TayJay (Anna Jay and Tay Conti) vs. The Bunny and Penelope Ford in a Street Fight on New's Year Smash (December 31)

### Lucha de Apuestas
| Ganador               | Perdedor                   | Lugar           | Evento               | Fecha               | Notas |
| --------------------- | -------------------------- | --------------- | -------------------- | ------------------- | ----- |
| Anna Jayy (cabellera) | Thunder Blonde (cabellera) | Canton, Georgia | GPW Edge of Darkness | 17 de enero de 2020 | [ 1 ] |